# Lewis Holtby
Lewis Harry Holtby (* 18. září 1990, Erkelenz, Německo) je německý fotbalový záložník a reprezentant, v současnosti hraje v německém klubu Holstein Kiel.
Jeho otec Chris Holtby je bývalý britský voják, který sloužil na základně RAF Rheindahlen v Německu.

## Reprezentační kariéra
Lewis Holtby reprezentoval Německo v mládežnických kategoriích U18, U19, U20 a U21. Zúčastnil se Mistrovství světa hráčů do 20 let 2009 v Egyptu, kde mladí Němci vypadli ve čtvrtfinále s Brazílií po porážce 1:2. Hrál i na Mistrovství Evropy hráčů do 21 let 2013 v Izraeli, kde Německo obsadilo nepostupové třetí místo v základní skupině B. Na tomto turnaji byl kapitánem týmu a vstřelil jeden gól v úvodním utkání s Nizozemskem (porážka 2:3).
V A-týmu Německa debutoval 17. listopadu 2010 pod trenérem Joachimem Löwem v přátelském utkání se Švédskem (remíza 0:0).